# HD 221861
HD 221861，又名BD+70 1327，SAO 10790、HR 8952，是一颗恒星，视星等为5.84，位于銀經116.93，銀緯9.67，其B1900.0坐标为赤經23h 30m 38.5s，赤緯+71° 9.67′ 21″。